# Roi des Belges
Le roi des Belges, (en néerlandais : Koning der Belgen ; en allemand : König der Belgier) est le monarque souverain et le chef d'État du royaume de Belgique. Les monarques belges partagent le pouvoir exécutif avec le gouvernement fédéral à l'échelon national, mais aussi avec celui des échelons régionaux, communautaires et provinciaux.

## Dénomination
La dénomination officielle est « roi des Belges », et non « roi de Belgique », et ce bien qu'il s'agisse du souverain du royaume de Belgique.
Cet intitulé est lié à la vision du fonctionnement idéal de la monarchie belge tel que souhaité à l'aube de l'indépendance de la Belgique en 1830 et tel que la Constitution de la Belgique le dispose : une monarchie constitutionnelle qui n'exercerait pas de pouvoir direct et qui agirait plus en soutien des organismes constitués par les Belges eux-mêmes. Cette vision, très moderne pour l'époque, s'est perpétuée jusqu'à nos jours (voir la suite de l’article). Elle s'exprime, par exemple par le fait que, contrairement à la plupart des autres rois dans le monde, le roi des Belges n'entre en fonction qu'après avoir prêté serment devant les Chambres réunies (Chambre des représentant et Sénat).
Cette volonté des constituants de faire dépendre la royauté de la Nation et non d'un quelconque pouvoir transcendant provient, entre autres, de l'influence de la Seconde Révolution française qui a lieu un mois avant la révolution belge et qui voit le dernier « roi de France », Charles X, être remplacé par le « roi des Français », Louis-Philippe Ier. La participation française à la révolution belge de 1830 aura d'ailleurs une influence considérable sur la naissance de la Belgique.

## Histoire

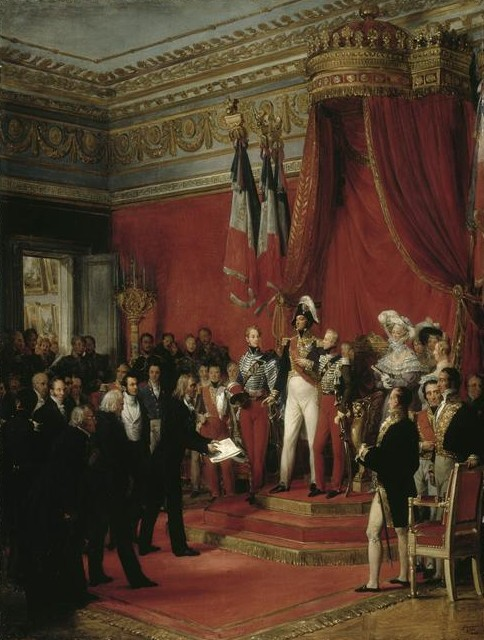
Le premier « roi des Français », Louis-Philippe Ier, succède au dernier « roi de France » lors de la Seconde Révolution française, un mois avant la révolution belge, puis refuse l'élection de son fils en tant que premier roi des Belges, le 17 février 1831. (Scène représentée sur ce tableau de Nicolas Gosse)

À la suite de la révolution belge, puis de la déclaration d'indépendance de la Belgique du 4 octobre 1830, le Congrès National belge vote, le 22 novembre 1830, en faveur de l'instauration d'un régime monarchique pour la jeune nation. Il promulgue toutefois le décret constitutionnel du 24 novembre 1830, qui exclut à perpétuité la maison d'Orange-Nassau de tout pouvoir en Belgique. En effet, le fils du roi Guillaume Ier, le prince d'Orange, ambitionne de devenir le nouveau chef de l'État belge, soutenu par le mouvement orangiste, après que la séparation administrative de la Belgique du royaume uni des Pays-Bas ait été promulguée par les États généraux du royaume des Pays-Bas le 29 septembre.
Alors que la Constitution belge dispose que la nation soit une monarchie constitutionnelle, deux candidats sérieux sont en vue : le duc de Leuchtenberg et Louis d'Orléans, le fils du nouveau roi des Français, Louis-Philippe Ier . C'est ce-dernier, que le Congrès élit le 3 février 1831, mais, sous la pression des puissances européennes réunies lors de la conférence de Londres, Louis-Philippe refuse, le 17 février, l'offre belge de faire monter son fils sur le trône la Belgique. C'est finalement Érasme-Louis Surlet de Chokier qui sera nommé régent du royaume de Belgique en attendant que le premier roi des Belges, Léopold Ier ne prête serment le 21 juillet 1831.

## Pouvoirs du roi

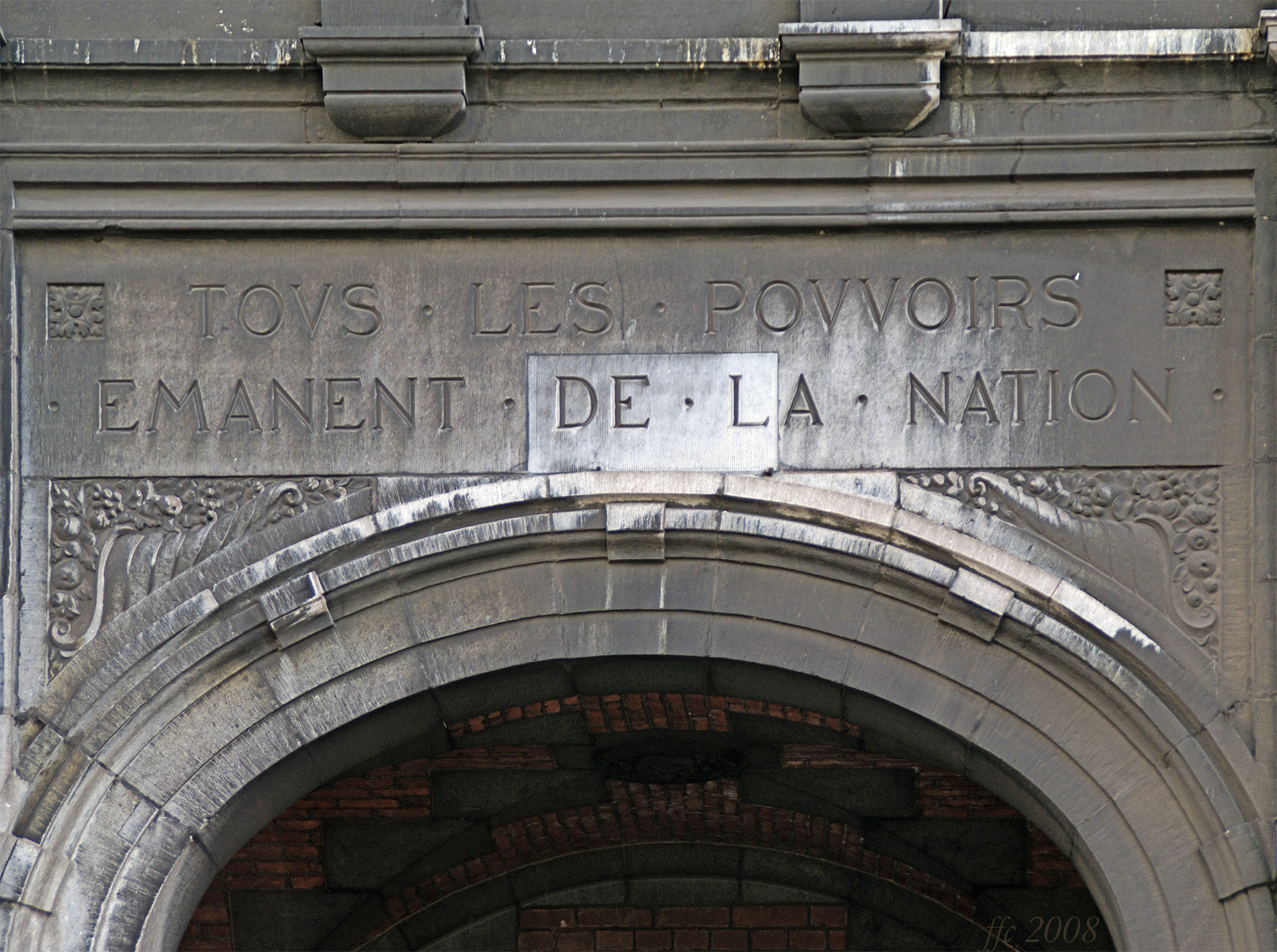
Inscription du principe de la souveraineté du peuple belge au-dessus de l’entrée de maison communale de Chênée.

La Belgique étant une monarchie constitutionnelle, les pouvoirs du roi sont définis par la Constitution belge. Le premier paragraphe de l’article 33 de la Constitution dispose que « tous les pouvoirs émanent de la nation », ce qui au XIXe siècle contrastait fortement avec les monarchies parlementaires des pays voisins (Pays-Bas, Royaume-Uni…) où les monarques détenaient le pouvoir Dei gratia. Ce faisant, le roi n'est pas couronné et ne porte aucun des attributs habituellement associés à un monarque. Il doit même prêter serment préalablement à son entrée en fonction (cf. infra, Règles de succession).
La Constitution, dans ce qu’elle dit du roi, est restée depuis 1831 jusqu’à aujourd’hui pratiquement inchangée. Mais derrière cette stabilité des textes, la pratique a énormément évolué. En effet, on distingue traditionnellement les pouvoirs constitutionnels du roi : certains sont personnels au roi et d’autres sont de facto exercés par le gouvernement fédéral. Il reste que tout acte gouvernemental doit porter la signature royale en sus de celle d’un ministre au moins. Tout au long de l’histoire de la Belgique, l’autorité des actes gouvernementaux a crû au détriment de l’autorité royale. Néanmoins, le roi des Belges demeure un des souverains ayant conservé le plus de pouvoirs par rapport notamment aux souverains du Royaume-Uni et de Suède. Il conserve notamment l’initiative de s’adresser à la Nation, du choix des sujets traités et de la composition de ses discours, mais sous le contreseing ministériel, alors que le discours du trône lu par Charles III est totalement rédigé, à la virgule près, par son Premier ministre.
Le principe fondamental de la monarchie belge est qu’aucun acte du roi n’est suivi d’effet sans le contreseing d’un ministre. Les ministres étant responsables devant la Chambre des représentants, l’action du roi est contrôlée indirectement par le Parlement.

### Pouvoir exécutif

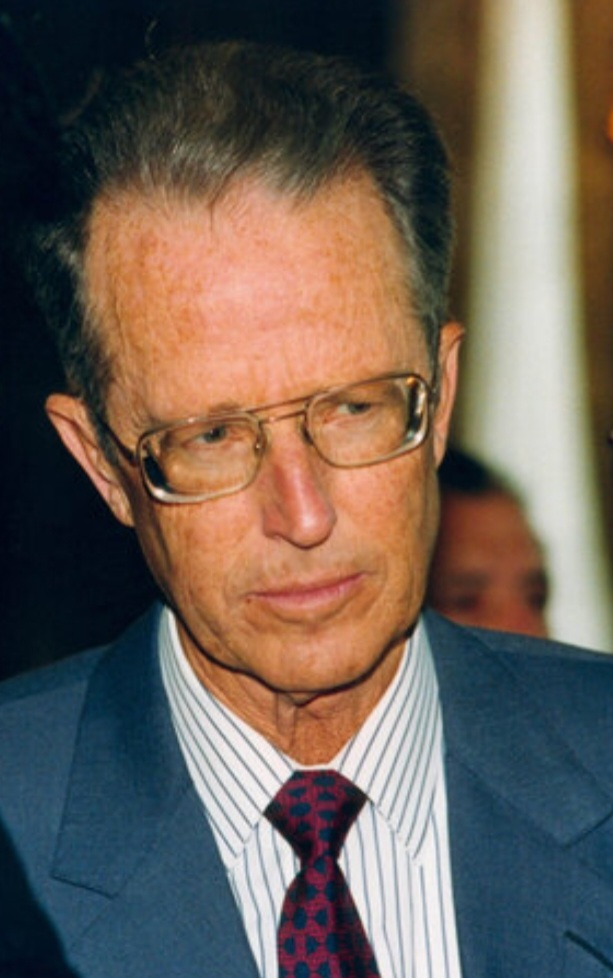
Le roi Baudouin de Belgique, qui s’est opposé à la loi Lallemand-Michielsen sur l’avortement.

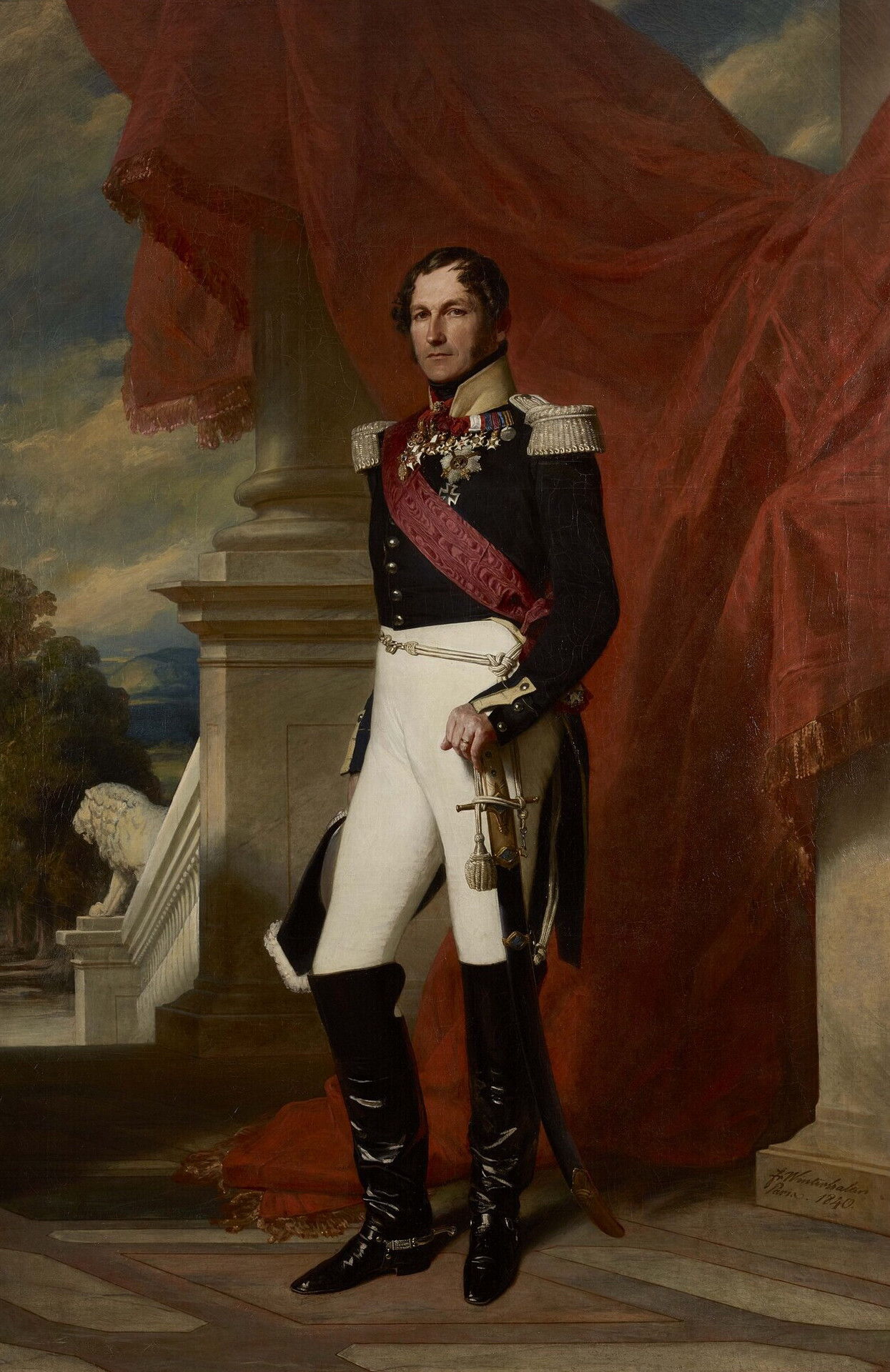
Le roi Léopold Ier (roi des Belges), fondateur de la dynastie et dont la pratique institutionnelle a été en partie reproduite par ses successeurs.

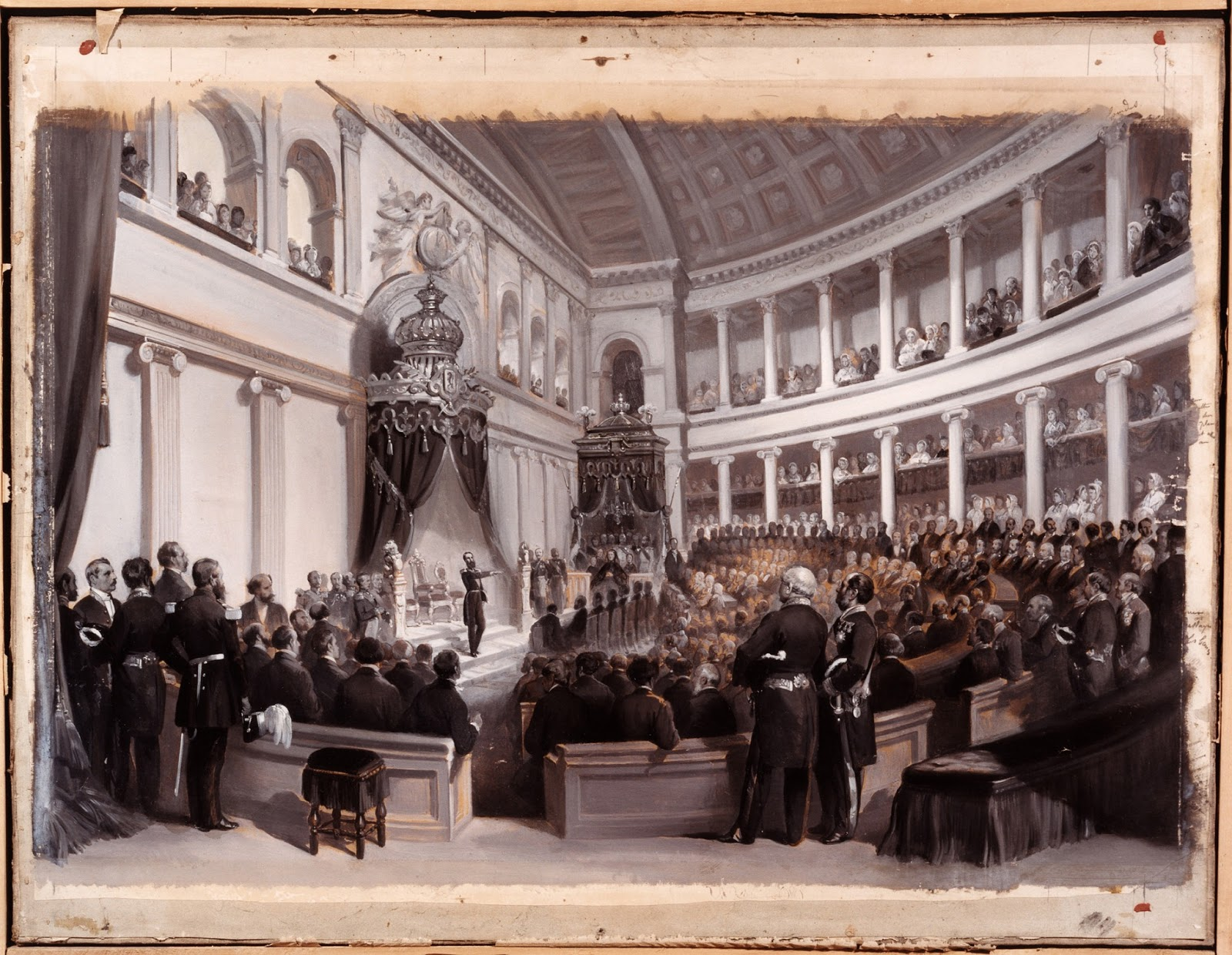
Prestation de serment de devant les Chambres réunies, Palais de la Nation (Parlement), le 17 décembre 1865.

Le roi possède le pouvoir exécutif fédéral. Il nomme et révoque les ministres. Pour cela, la tradition héritée de Léopold Ier veut qu’il nomme un « formateur » chargé de composer un ministère. Ce choix n’est pas seulement le choix du futur Premier ministre mais aussi, à travers lui, le choix d’une coalition et d’une majorité au Parlement. Le gouvernement doit cependant obtenir un vote de confiance au Parlement. On constate aujourd’hui que le roi nomme le candidat proposé par le parti vainqueur des élections lorsqu'une coalition claire se dessine, ce qui est un fait entériné par la tradition, mais non le résultat d'une réforme constitutionnelle. Dans le cas contraire, le roi peut être amené à nommer plusieurs formateurs successivement avant qu'un gouvernement ne soit nommé. Ce fut le cas par exemple à la suite des élections législatives fédérales de 2019 où pas moins de onze missions d'informations, de préformation et de formation ont été nommées par le roi Philippe. Le roi peut refuser de sanctionner un texte et donc de le promulguer. On rapporte ainsi que des cas se sont produits sous le règne du roi Baudouin lorsque celui-ci fit savoir à l'avance, au cours de consultations politiques, qu’il s’opposerait à contresigner une nomination. Mais le cas le plus fameux d’un refus du roi de signer une disposition contraire à sa conviction est celui du roi Baudouin refusant de signer la loi légalisant l’avortement, ce qui obligea le gouvernement à signer collégialement à la place du roi lorsque celui-ci est en impossibilité de régner, comme le prescrit la constitution. De fait, était ainsi créée une situation dans laquelle l'empêchement royal peut se réclamer d’une cause morale et non plus d'un cas de force majeure comme le fait d’être dans le coma ou prisonnier de l'ennemi.
En ce qui concerne l'acte de nomination des ministres, on pratique le contreseing de courtoisie, c'est-à-dire que le nouveau ministre signe l’acte de révocation de son prédécesseur et le ministre partant signe l'acte de nomination de son successeur. Cependant, si un ministre venait à refuser sa révocation, son successeur pourrait très bien signer les deux actes,. En effet lorsque la Constitution dit Le Roi nomme et révoque ses ministres, cela signifie que cette nomination ou cette révocation se font par arrêté royal, acte signé par le roi mais contresigné par au moins un ministre qui en endosse la responsabilité.
Lorsque la formation d’un gouvernement s’annonce difficile, le roi nomme un « informateur, ».
Le dernier pouvoir politique personnel du roi est celui d’accepter ou de refuser la démission d’un ministre ou de tout un gouvernement,.
Le roi peut sanctionner et promulgue les lois.
Le roi ne peut exprimer publiquement une opinion qu’avec l’accord du gouvernement. Par exemple, si en Belgique le roi écrit lui-même le discours du Trône qu'il prononce deux fois par an, il le fait lire au Premier ministre, qui peut proposer des modifications, avant de le lire devant les caméras.
Il est également chef des armées. Jusqu'à la Seconde Guerre mondiale, le commandement de l’armée était un pouvoir personnel du roi alors que les rédacteurs de la Constitution voulaient que ce pouvoir soit également soumis au contreseing ministériel. C’est Léopold Ier qui a pris ce pouvoir lors de sa montée sur le trône en 1831, afin de conduire l’armée face aux invasions hollandaises. Le souverain étant le meilleur stratège belge à l’époque, personne n’y a fait d’objection. La confusion catastrophique entre les devoirs politiques et militaires de Léopold III en mai 1940 a poussé une commission à retirer le commandement de l’armée des pouvoirs personnels du roi en 1949.

### Pouvoir législatif
Le roi exerce également le pouvoir législatif fédéral, puisque c’est lui qui sanctionne et promulgue (il signe) les lois votées par le Parlement fédéral. En 1990, le roi Baudouin refusa pour des raisons de conscience personnelle de sanctionner la loi de dépénalisation conditionnelle de l’avortement, sans pour autant s’opposer à ce qu’une solution soit trouvée pour permettre à cette loi d’être sanctionnée et promulguée. Les ministres réunis en Conseil ont constaté l’impossibilité de régner le 3 avril 1990, sanctionné et promulgué la loi, puis convoqué les Chambres pour qu’elles mettent fin à l’impossibilité de régner du roi le 5 avril 1990.
Jusqu’au 5 mai 1993, le roi avait le droit de dissoudre les Chambres sans condition. Cependant, lors de la quatrième réforme de l’État (1994), le constituant a décidé que la dissolution des Chambres ne pouvait avoir lieu que dans certains cas (voir l’article 46 de la Constitution).
Jusqu'en 2014 les enfants du roi (les premiers héritiers du trône) étaient sénateurs de droit.

## Autres droits
Le roi a le droit de produire des timbres et de battre monnaie à son effigie. Il a également le droit d'être le parrain de chaque 7e garçon dans une famille belge. Un filleul de parrainage royal connu est Bart Moeyaert, enfant parrain du roi Baudouin.
Autres droits prévus à la couronne sont :
- la nomination et reconnaissance de la noblesse belge ;
- la nomination des Associations royales belges.
- droit de prescription des collections royales et du corpus des Musées royaux de Belgique

## Un roi au rôle d'arbitre et refuge pour la nation
Carl Devos, politologue à l’université de Gand, remarque : « Le système belge accorde plus de pouvoirs au Roi qu'en Suède, par exemple. Il est encore celui qui désigne le Premier ministre, il est le chef des Armées et c'est lui qui déclare la guerre. »
La partie immergée de l'iceberg, selon l'expression de Léopold III, par rapport aux prérogatives officielles, apparentes, du roi, la « mission essentielle » du roi, est faite des multiples contacts qu'il noue avec les décideurs, les spécialistes ou la base, dans tous les secteurs d’activités, pour écouter mais aussi suggérer, conseiller, stimuler, avertir. Et de citer trois atouts capitaux dont le souverain peut tirer parti dans ce cadre : 
- son expérience des hommes et des choses acquise au fil du temps ;
- son indépendance à l’égard des partis et des groupes de pression ;
- l’éducation qui l’a préparé à sa fonction depuis son enfance[20],[21],[22].

Le roi ne cesse de consulter, de s'informer et de suggérer. Les « multiples contacts » qu'il noue avec les catégories les plus variées d’interlocuteurs (issus ou non du monde politique) demeurent confidentiels quant à leur contenu et, par là même, ces entretiens royaux constituent les fameux « colloques singuliers » propres à la monarchie belge, par lesquels le Souverain peut imprimer sa marque ne fût-ce que morale, sur des questions d’éthique ou touchant au bien-être des plus démunis, ou encore, étant au-dessus des partis, chercher à sauvegarder une approche raisonnable vers une solution (sociale ou politique) souhaitée par le plus grand nombre de ses concitoyens.
Car, ainsi que l’historien belge Francis Balace le faisait si bien remarquer à Paul Vaute : « Face aux politiciens de plus en plus discrédités, le roi a l’avantage d’être le seul dont l’homme de la rue puisse jurer que son intérêt personnel coïncide avec celui du pays. » C'est dans cette même logique que récemment (2024) et dans le cadre du patronage sur les arts que les Musées royaux ont intégré les approches environnementales (c.f. Fonds Roni Horn des "eaux calmes").

## Chronologie des souverains depuis 1831
| No | Image                          | Nom                                        | Période     | Durée                        | Remarque                                                             |
| -- | ------------------------------ | ------------------------------------------ | ----------- | ---------------------------- | -------------------------------------------------------------------- |
|    | Érasme-Louis Surlet de Chokier | Érasme-Louis Surlet de Chokier (1769-1839) | 1831        | 4 mois et 26 jours           | Régent                                                               |
| 1  | Léopold Ier                    | Léopold Ier (1790-1865)                    | 1831-1865   | 34 ans, 4 mois et 20 jours   | Premier roi des Belges                                               |
| 2  |                                | Léopold II (1835-1909)                     | 1865-1909   | 44 ans                       | Fils de Léopold Ier                                                  |
| 3  | Albert Ier                     | Albert Ier (1875-1934)                     | 1909-1934   | 24 ans, 1 mois et 25 jours   | Neveu de Léopold II                                                  |
| 4  | Léopold III                    | Léopold III (1901-1983)                    | 1934-1944   | 17 ans, 4 mois et 23 jours   | Fils d'Albert Ier                                                    |
|    |                                | Charles VI de Flandre (1903-1983)          | 1944-1950   | 5 ans et 10 mois             | Régent. Fils d'Albert Ier et frère de Léopold III                    |
| 4  | Léopold III                    | Léopold III (1901-1983)                    | 1950-1951   |                              | Deuxième règne après son exil. Abdique le 16 juillet 1951.           |
| 5  | Baudouin Ier                   | Baudouin (1930-1993)                       | 1951-1993   | 42 ans et 14 jours           | Fils de Léopold III                                                  |
| 6  | Albert II                      | Albert II (1934- )                         | 1993-2013   | 19 ans, 11 mois et 12 jours  | Fils de Léopold III et frère de Baudouin Abdique le 21 juillet 2013. |
| 7  | Philippe                       | Philippe (1960- )                          | Depuis 2013 | 12 ans et 3 jours (en cours) | Fils d'Albert II                                                     |

## Succession au trône

### Règles de succession
« La Belgique est la seule monarchie du monde occidental où la “loi salique” est encore d’application. Dans les autres monarchies du monde occidental, les femmes ont le droit d’accéder au trône, soit à défaut de descendance masculine (le Danemark, la Grande-Bretagne, le Luxembourg, Monaco, l’Espagne), soit sur pied d’égalité par ordre de primogéniture (les Pays-Bas, la Norvège, la Suède). La proposition tend à introduire ce dernier système également en Belgique, le souhait étant de s’adapter à l’évolution sociale, ainsi qu’à de nombreuses sources de droit international qui garantissent l’égalité des sexes. »

— Discours de Wilfried Martens pour l’abrogation de l’exclusion des femmes du trône devant la Commission de la Chambre des représentants puis devant celle du Sénat.

« Les pouvoirs constitutionnels du roi sont héréditaires dans la descendance directe, naturelle et légitime de S.M. Léopold, Georges, Chrétien, Frédéric de Saxe-Cobourg, par ordre de primogéniture. 
 Sera déchu de ses droits à la couronne, le descendant visé à l’alinéa premier, qui se serait marié sans le consentement du roi ou de ceux qui, à défaut, exercent ses pouvoirs dans les cas prévus par la Constitution. 
 Toutefois il pourra être relevé de cette déchéance par le roi ou par ceux qui, à son défaut, exercent ses pouvoirs dans les cas prévus par la Constitution, et ce moyennant l’assentiment des deux Chambres »

— Article 85 de la Constitution.
À la mort du roi, les ministres réunis en conseil exercent les prérogatives royales. Pour devenir roi, le successeur doit être âgé de dix-huit ans accomplis et prêter serment devant les Chambres réunies « Je jure d’observer la Constitution et les lois du peuple belge, de maintenir l’indépendance nationale et l’intégrité du territoire ». Au cas où l’héritier serait mineur, les Chambres pourvoient à la régence.
Si un jour il n’y avait plus de descendance de Léopold Ier, le roi pourrait proposer un successeur avec l’assentiment des Chambres, les deux tiers des membres devant être présents et une majorité des deux tiers des suffrages étant requise. S’il ne le fait pas et que le trône soit vacant, les Chambres choisissent un régent, des élections ont lieu et les nouvelles Chambres élisent un successeur.
Les règles de succession ont été modifiées par deux fois dans l'histoire de la Belgique.
Le 7 septembre 1893, à la demande de Léopold II, on ajoute comme exigence pour monter sur le trône que le mariage de l’héritier du trône ait été accepté par le roi. L’acceptation doit être contresignée par un ministre.
Le 21 juin 1991, la « loi salique » a été abrogée pour les descendants du roi Albert II. Elle est toujours en vigueur pour les autres branches des descendants de Léopold Ier qui, en l’absence de descendance de mâle en mâle – conformément à la précédente condition salique en vigueur –, sont donc absentes de la succession. Ce changement s’est opéré rapidement : le Premier ministre en a fait la proposition au Conseil des ministres le 8 mars 1991, le texte adopté par la Chambre des représentants en avril et le Sénat en juin.

### Ordre de succession actuel
Pour un article plus général, voir Ordre de succession au trône de Belgique.

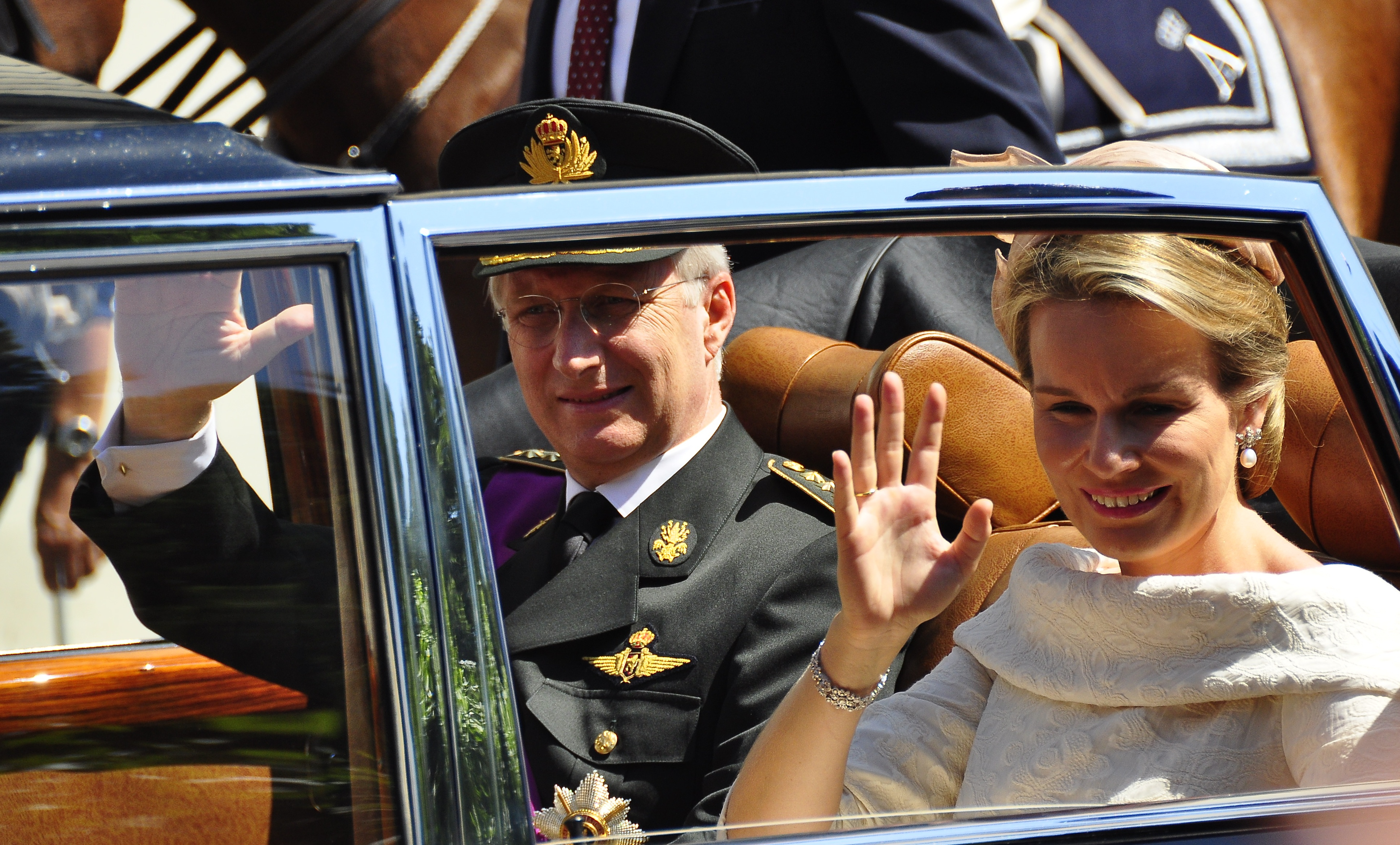
Philippe et Mathilde, l'actuel couple royal.

- Léopold Ier de Belgique (1790-1865), roi des Belges 
  -   Léopold II de Belgique (1835-1909), roi des Belges 
  -  Philippe de Belgique (1837-1905), comte de Flandre
    -   Albert Ier de Belgique (1875-1934), roi des Belges 
      -   Léopold III de Belgique (1901-1983), roi des Belges 
        -   Baudouin de Belgique (1930-1993), roi des Belges 
        -  Albert II de Belgique (1934), roi des Belges
          -  Philippe de Belgique (1960), roi des Belges
            - [ 1 ] Élisabeth de Belgique (2001), duchesse de Brabant
            - [ 2 ] Gabriel de Belgique (2003)
            - [ 3 ] Emmanuel de Belgique (2005)
            - [ 4 ] Éléonore de Belgique (2008)

          - [ 5 ] Astrid de Belgique (1962), archiduchesse d’Autriche-Este
            - [ 6 ] Amedeo de Belgique (1986)
              - [ 7 ] Anna-Astrid d'Autriche-Este (2016)
              - [ 8 ] Maximilian d'Autriche-Este (2019)
              - [ 9 ] Alix d'Autriche-Este (2023)

            - [ 10 ] Maria Laura de Belgique (1988)
            - [ 11 ] Joachim de Belgique (1991)
            - [ 12 ] Luisa Maria de Belgique (1995)
            - [ 13 ] Laetitia Maria de Belgique (2003)

          - [ 14 ] Laurent de Belgique (1963)
            - [ 15 ] Louise de Belgique (2004)
            - [ 16 ] Nicolas de Belgique (2005)
            - [ 17 ] Aymeric de Belgique (2005)